# Schwarzkinnarassari
Der Schwarzkinnarassari (Aulacorhynchus atrogularis) ist eine Vogelart aus der Familie der Tukane, die im westlichen Südamerika in gebirgigen Gegenden in Ecuador, Peru und Bolivien vorkommt. 

## Merkmale
Wie alle Grünarassaris ist der Schwarzkinnarassari vorwiegend grün gefärbt und besitzt den für Tukane typischen übergroßen Schnabel. Männchen werden etwas größer als die Weibchen und erreichen ein Durchschnittsgewicht von 163 Gramm, Weibchen sind im Schnitt 148 Gramm schwer. Der Oberschnabel ist gelb und seine Basis ist gelborange, der Unterschnabel ist schwarz, die Schnabelbasis ist weiß. Die Kehle und der Bereich unterhalb der Augen sind schwarz. Der unbefiederte Hautring um die Augen ist schwarz. Bei allen anderen südamerikanischen Grünarassaris ist dieser Hautring farbig.

## Lebensraum und Lebensweise

Das Verbreitungsgebiet der Unterarten A. a. atrogularis und A. a. dimidiatus

Der Schwarzkinnarassari lebt in feuchten Bergwäldern, in immergrünen Tieflandregenwäldern, an Waldrändern, in Plantagen und auf Kahlschlagflächen mit schütterem Baumbestand bis in Höhen von 2000 Metern. Er ernährt sich von Früchten, Wirbellosen und kleinen Wirbeltieren, z. B. nestjungen kleinen Vögel und kleinen Echsen oder Fröschen. Wie alle Tukane ist er ein Höhlenbrüter. Die Brutzeit liegt in Ecuador in den Monaten von September bis November.

## Systematik

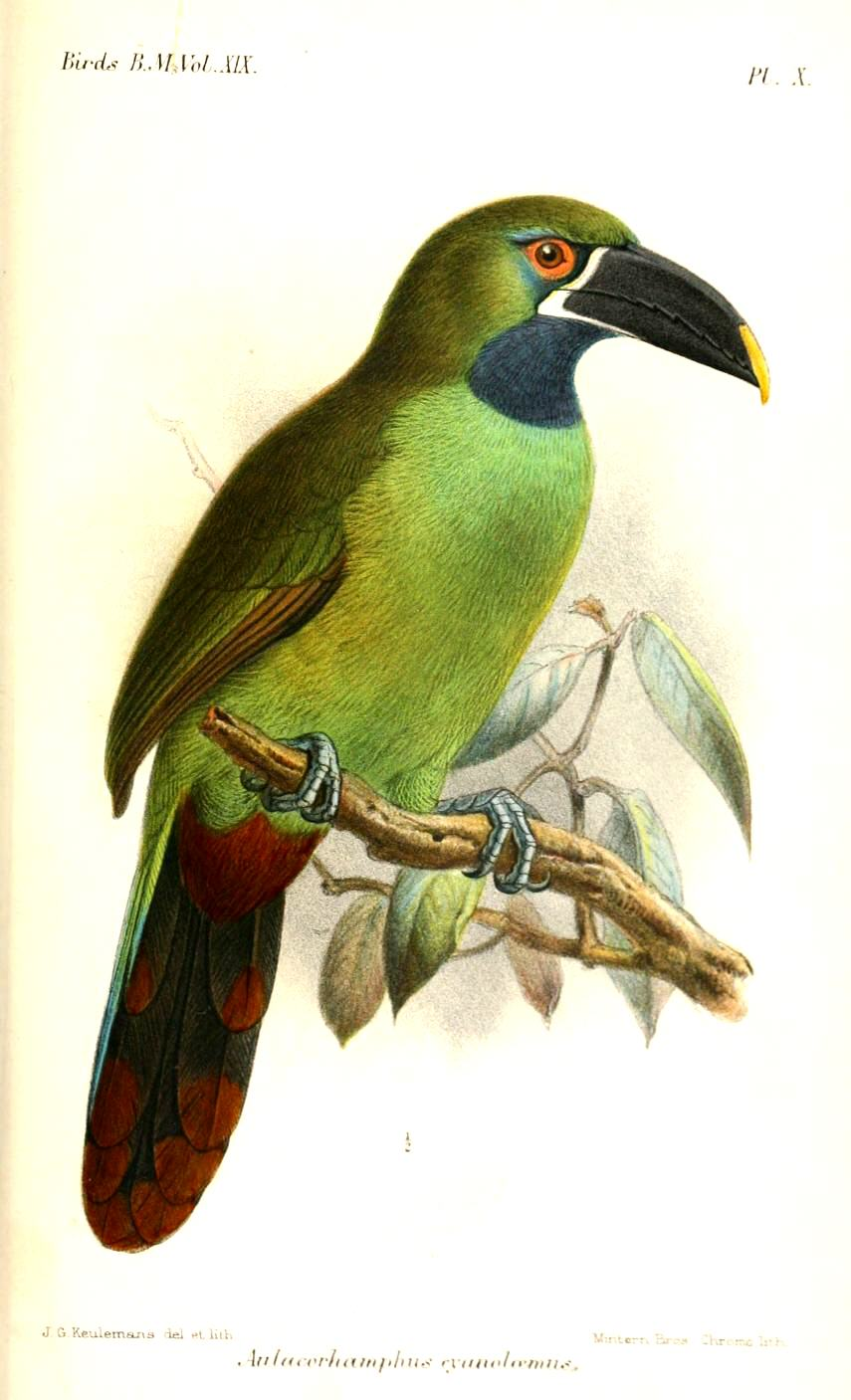
Aulacorhynchus a. cyanolaemus

Der Schwarzkinnarassari wurde 1841 durch die deutschen Ornithologenbrüder Friedrich Sturm und Johann Wilhelm Sturm unter der Bezeichnung Pteroglossus atrogularis erstmals wissenschaftlich beschrieben. Heute gehört er zur Gattung der Grünarassaris (Aulacorhynchus), die 1835 durch John Gould eingeführt wurde, und innerhalb der Gattung zum A.-prasinus-Artenkomplex. In der ornithologischen Datenbank Birds of the World wird er lediglich als Unterart des Weißkehlarassaris (A. albivitta) behandelt. In zahlreichen anderen Onlinequellen und wissenschaftlichen Publikationen hat der Blaukehlarassari jedoch den Status einer eigenständigen Art.
Es werden drei Unterarten unterschieden:
- A. a. atrogularis, östlicher Andenabhang vom nördlichen Peru bis Mitte Boliviens.
- A. a. dimidiatus, östliches Peru, Acre und nördliches Bolivien. Unterscheidet sich von der Nominatform durch eine geringere Körpergröße und durch den kleineren Schnabel.[1]
- A. a. cyanolaemus, der Schwarzschnabelarassari, kommt im Südosten von Ecuador und im nördlichen Peru im Flachland bis in Höhen von 800 Metern vor. Unterscheidet sich durch einen bis auf die Spitze schwarzen Schnabel, einen pinkfarbenen Augenring und eine dunkelblaue Kehle deutlich von den beiden anderen Unterarten und wird in einigen Quellen auch als eigenständige Art angesehen.[2][7][8]

## Gefährdung
Die IUCN schätzt den Bestand des Schwarzkinnarassaris als ungefährdet ein. Mit einer Ausdehnung von mehr als 20.000 km² ist das Verbreitungsgebiet relativ groß und die Population scheint stabil zu sein.